# Santa Maria de Martorelles
Santa Maria de Martorelles ist eine katalanische Gemeinde in der Provinz Barcelona im Nordosten Spaniens. Sie liegt in der Comarca Vallès Oriental.